# Marcatori del campionato mondiale di calcio
Qui di seguito è riportata la classifica dei migliori marcatori della storia del campionato mondiale di calcio maschile.

## Classifica
- I giocatori in grassetto sono ancora in attività con le rispettive nazionali.
- Le edizioni racchiuse tra parentesi quadre, per esempio [1934], indicano anni in cui un giocatore era in rosa ma non ha mai giocato.
- Le edizioni racchiuse tra parentesi tonde, per esempio (1934), indicano anni in cui un giocatore ha giocato ma non ha segnato.

| Pos | Nome                    | Squadra          | Gol segnati | Partite giocate | Media gol | N° edizioni                      | Note            |
| --- | ----------------------- | ---------------- | ----------- | --------------- | --------- | -------------------------------- | --------------- |
| 1   | Miroslav Klose          | Germania         | 16          | 24              | 0.67      | 2002, 2006, 2010, 2014           | [ 1 ]           |
| 2   | Ronaldo                 | Brasile          | 15          | 19              | 0.79      | [1994], 1998, 2002, 2006         | [ 2 ]           |
| 3   | Gerd Müller             | Germania Ovest   | 14          | 13              | 1.08      | 1970, 1974                       | [ 3 ]           |
| 4   | Just Fontaine           | Francia          | 13          | 6               | 2.17      | 1958                             | [ 4 ]           |
| 4   | Lionel Messi            | Argentina        | 13          | 26              | 0.5       | 2006, (2010), 2014, 2018, 2022   | [ 5 ]           |
| 6   | Pelé                    | Brasile          | 12          | 14              | 0.86      | 1958, 1962, 1966, 1970           | [ 6 ]           |
| 6   | Kylian Mbappé           | Francia          | 12          | 14              | 0.86      | 2018, 2022                       |                 |
| 8   | Sándor Kocsis           | Ungheria         | 11          | 5               | 2.2       | 1954                             | [ 7 ]           |
| 8   | Jürgen Klinsmann        | Germania         | 11          | 17              | 0.65      | 1990, 1994, 1998                 | [ 8 ]           |
| 10  | Helmut Rahn             | Germania Ovest   | 10          | 10              | 1.0       | 1954, 1958                       | [ 9 ]           |
| 10  | Gary Lineker            | Inghilterra      | 10          | 12              | 0.83      | 1986, 1990                       | [ 10 ]          |
| 10  | Gabriel Batistuta       | Argentina        | 10          | 12              | 0.83      | 1994, 1998, 2002                 | [ 11 ]          |
| 10  | Teófilo Cubillas        | Perù             | 10          | 13              | 0.77      | 1970, 1978, (1982)               | [ 12 ]          |
| 10  | Thomas Müller           | Germania         | 10          | 19              | 0.53      | 2010, 2014, (2018), (2022)       | [ 13 ]          |
| 10  | Grzegorz Lato           | Polonia          | 10          | 20              | 0.50      | 1974, 1978, 1982                 | [ 14 ]          |
| 16  | Ademir                  | Brasile          | 9           | 6               | 1.5       | 1950                             | [ nb 1 ] [ 17 ] |
| 16  | Eusébio                 | Portogallo       | 9           | 6               | 1.5       | 1966                             | [ 18 ]          |
| 16  | Christian Vieri         | Italia           | 9           | 9               | 1.0       | 1998, 2002                       | [ 19 ]          |
| 16  | Vavá                    | Brasile          | 9           | 10              | 0.9       | 1958, 1962                       | [ 20 ]          |
| 16  | David Villa             | Spagna           | 9           | 12              | 0.75      | 2006, 2010, 2014                 | [ 21 ]          |
| 16  | Paolo Rossi             | Italia           | 9           | 14              | 0.64      | 1978, 1982, [1986]               | [ 22 ]          |
| 16  | Jairzinho               | Brasile          | 9           | 16              | 0.56      | (1966), 1970, 1974               | [ 23 ]          |
| 16  | Roberto Baggio          | Italia           | 9           | 16              | 0.56      | 1990, 1994, 1998                 | [ 24 ]          |
| 16  | Karl-Heinz Rummenigge   | Germania Ovest   | 9           | 19              | 0.47      | 1978, 1982, 1986                 | [ 25 ]          |
| 16  | Uwe Seeler              | Germania Ovest   | 9           | 21              | 0.43      | 1958, 1962, 1966, 1970           | [ 26 ]          |
| 26  | Guillermo Stábile       | Argentina        | 8           | 4               | 2.0       | 1930                             | [ 27 ]          |
| 26  | Leônidas                | Brasile          | 8           | 5               | 1.6       | 1934, 1938                       | [ nb 2 ] [ 30 ] |
| 26  | Oscar Míguez            | Uruguay          | 8           | 7               | 1.14      | 1950, 1954                       | [ 31 ]          |
| 26  | Harry Kane              | Inghilterra      | 8           | 11              | 0.73      | 2018, 2022                       |                 |
| 26  | Neymar                  | Brasile          | 8           | 13              | 0.62      | 2014, 2018, 2022                 |                 |
| 26  | Rivaldo                 | Brasile          | 8           | 14              | 0.57      | 1998, 2002                       | [ 32 ]          |
| 26  | Rudi Völler             | Germania         | 8           | 15              | 0.53      | 1986, 1990, 1994                 | [ 33 ]          |
| 26  | Diego Maradona          | Argentina        | 8           | 21              | 0.38      | 1982, 1986, (1990), 1994         | [ 34 ]          |
| 26  | Cristiano Ronaldo       | Portogallo       | 8           | 22              | 0.36      | 2006, 2010, 2014, 2018, 2022     |                 |
| 35  | Oldřich Nejedlý         | Cecoslovacchia   | 7           | 6               | 1.17      | 1934, 1938                       | [ nb 3 ] [ 35 ] |
| 35  | Lajos Tichy             | Ungheria         | 7           | 8               | 0.88      | 1958, 1962, [1966]               | [ 36 ]          |
| 35  | Careca                  | Brasile          | 7           | 9               | 0.78      | 1986, 1990                       | [ 37 ]          |
| 35  | Johnny Rep              | Paesi Bassi      | 7           | 13              | 0.54      | 1974, 1978                       | [ 38 ]          |
| 35  | Andrzej Szarmach        | Polonia          | 7           | 13              | 0.54      | 1974, 1978, 1982                 | [ 39 ]          |
| 35  | Hans Schäfer            | Germania Ovest   | 7           | 15              | 0.47      | 1954, 1958, (1962)               | [ 40 ]          |
| 35  | Luis Suárez             | Uruguay          | 7           | 16              | 0.44      | 2010, 2014, 2018, (2022)         | [ 41 ]          |
| 42  | Josef Hügi              | Svizzera         | 6           | 3               | 2.0       | 1954                             | [ 42 ]          |
| 42  | Oleg Salenko            | Russia           | 6           | 3               | 2.0       | 1994                             | [ 43 ]          |
| 42  | György Sárosi           | Ungheria         | 6           | 5               | 1.2       | 1934, 1938                       | [ 44 ]          |
| 42  | Max Morlock             | Germania         | 6           | 5               | 1.2       | 1954                             | [ 45 ]          |
| 42  | Erich Probst            | Austria          | 6           | 5               | 1.2       | 1954                             | [ 46 ]          |
| 42  | Enner Valencia          | Ecuador          | 6           | 6               | 1.0       | 2014, 2022                       |                 |
| 42  | Salvatore Schillaci     | Italia           | 6           | 7               | 0.86      | 1990                             | [ 47 ]          |
| 42  | Davor Suker             | Croazia          | 6           | 8               | 0.75      | [1990], 1998, (2002)             | [ nb 4 ] [ 48 ] |
| 42  | James Rodríguez         | Colombia         | 6           | 8               | 0.75      | 2014, (2018)                     | [ 49 ]          |
| 42  | Helmut Haller           | Germania         | 6           | 9               | 0.67      | (1962), 1966, (1970)             | [ 50 ]          |
| 42  | Hristo Stoichkov        | Bulgaria         | 6           | 10              | 0.6       | 1994, (1998)                     | [ 51 ]          |
| 42  | Diego Forlán            | Uruguay          | 6           | 10              | 0.6       | 2002, 2010, (2014)               | [ 52 ]          |
| 42  | Asamoah Gyan            | Ghana            | 6           | 11              | 0.55      | 2006, 2010, 2014                 | [ 53 ]          |
| 42  | Dennis Bergkamp         | Paesi Bassi      | 6           | 12              | 0.5       | 1994, 1998                       | [ 54 ]          |
| 42  | Rob Rensenbrink         | Paesi Bassi      | 6           | 13              | 0.46      | 1974, 1978                       | [ 55 ]          |
| 42  | Rivelino                | Brasile          | 6           | 15              | 0.4       | 1970, 1974, (1978)               | [ 56 ]          |
| 42  | Bebeto                  | Brasile          | 6           | 15              | 0.4       | (1990), 1994, 1998               | [ 57 ]          |
| 42  | Arjen Robben            | Paesi Bassi      | 6           | 15              | 0.4       | 2006, 2010, 2014                 | [ 58 ]          |
| 42  | Zbigniew Boniek         | Polonia          | 6           | 16              | 0.38      | 1978, 1982, (1986)               | [ 59 ]          |
| 42  | Thierry Henry           | Francia          | 6           | 17              | 0.35      | 1998, (2002), 2006, (2010)       | [ 60 ]          |
| 42  | Wesley Sneijder         | Paesi Bassi      | 6           | 17              | 0.35      | (2006), 2010, 2014               | [ 61 ]          |
| 42  | Robin van Persie        | Paesi Bassi      | 6           | 17              | 0.35      | 2006, 2010, 2014                 | [ 62 ]          |
| 42  | Ivan Perišić            | Croazia          | 6           | 17              | 0.35      | 2014, 2018, 2022                 |                 |
| 42  | Mario Kempes            | Argentina        | 6           | 18              | 0.33      | (1974), 1978, (1982)             | [ 63 ]          |
| 42  | Lothar Matthäus         | Germania         | 6           | 25              | 0.24      | (1982), 1986, 1990, 1994, (1998) | [ 64 ]          |
| 67  | Pedro Cea               | Uruguay          | 5           | 4               | 1.25      | 1930                             | [ 65 ]          |
| 67  | Silvio Piola            | Italia           | 5           | 4               | 1.25      | 1938                             | [ 66 ]          |
| 67  | Gyula Zsengellér        | Ungheria         | 5           | 4               | 1.25      | 1938                             | [ 67 ]          |
| 67  | Peter McParland         | Irlanda del Nord | 5           | 5               | 1.0       | 1958                             | [ 68 ]          |
| 67  | Tomáš Skuhravý          | Cecoslovacchia   | 5           | 5               | 1.0       | 1990                             | [ 69 ]          |
| 67  | Juan Alberto Schiaffino | Uruguay          | 5           | 6               | 0.83      | 1950, 1954                       | [ 70 ]          |
| 67  | Geoff Hurst             | Inghilterra      | 5           | 6               | 0.83      | 1966, 1970                       | [ 71 ]          |
| 67  | Jon Dahl Tomasson       | Danimarca        | 5           | 6               | 0.83      | 2002, 2010                       | [ 72 ]          |
| 67  | Alessandro Altobelli    | Italia           | 5           | 7               | 0.71      | 1982, 1986                       | [ 73 ]          |
| 67  | Kennet Andersson        | Svezia           | 5           | 7               | 0.71      | 1994                             | [ 74 ]          |
| 67  | Fernando Morientes      | Spagna           | 5           | 7               | 0.71      | 1998, 2002                       | [ 75 ]          |
| 67  | Romário                 | Brasile          | 5           | 8               | 0.63      | (1990), 1994                     | [ 76 ]          |
| 67  | Marc Wilmots            | Belgio           | 5           | 8               | 0.63      | [1990], (1994), 1998, 2002       | [ 77 ]          |
| 67  | Mario Mandžukić         | Croazia          | 5           | 8               | 0.63      | 2014, 2018                       |                 |
| 67  | Valentin Ivanov         | Unione Sovietica | 5           | 9               | 0.56      | 1958, 1962                       | [ 78 ]          |
| 67  | Roger Milla             | Camerun          | 5           | 9               | 0.56      | (1982), 1990, 1994               | [ 79 ]          |
| 67  | Emilio Butragueño       | Spagna           | 5           | 9               | 0.56      | 1986, (1990)                     | [ 80 ]          |
| 67  | Tim Cahill              | Australia        | 5           | 9               | 0.56      | 2006, 2010, 2014, (2018)         | [ 81 ]          |
| 67  | Hans Krankl             | Austria          | 5           | 10              | 0.5       | 1978, 1982                       | [ 82 ]          |
| 67  | Raúl                    | Spagna           | 5           | 11              | 0.45      | 1998, 2002, 2006                 | [ 83 ]          |
| 67  | Garrincha               | Brasile          | 5           | 12              | 0.42      | (1958), 1962, 1966               | [ 84 ]          |
| 67  | Johan Neeskens          | Paesi Bassi      | 5           | 12              | 0.42      | 1974, (1978)                     | [ 85 ]          |
| 67  | Fernando Hierro         | Spagna           | 5           | 12              | 0.42      | [1990], 1994, 1998, 2002         | [ 86 ]          |
| 67  | Zinédine Zidane         | Francia          | 5           | 12              | 0.42      | 1998, (2002), 2006               | [ 87 ]          |
| 67  | Landon Donovan          | Stati Uniti      | 5           | 12              | 0.42      | 2002, (2006), 2010               | [ 88 ]          |
| 67  | Xherdan Shaqiri         | Svizzera         | 5           | 12              | 0.42      | (2010), 2014, 2018, 2022         |                 |
| 67  | Romelu Lukaku           | Belgio           | 5           | 12              | 0.42      | 2014, 2018, (2022)               |                 |
| 67  | Henrik Larsson          | Svezia           | 5           | 13              | 0.38      | 1994, 2002, 2006                 | [ 89 ]          |
| 67  | Michel Platini          | Francia          | 5           | 14              | 0.36      | 1978, 1982, 1986                 | [ 90 ]          |
| 67  | Zico                    | Brasile          | 5           | 14              | 0.36      | 1978, 1982, (1986)               | [ 91 ]          |
| 67  | Gonzalo Higuaín         | Argentina        | 5           | 14              | 0.36      | 2010, 2014, (2018)               | [ 92 ]          |
| 67  | Lukas Podolski          | Germania         | 5           | 15              | 0.33      | 2006, 2010, (2014)               | [ 93 ]          |
| 67  | Edinson Cavani          | Uruguay          | 5           | 17              | 0.29      | 2010, 2014, 2018, (2022)         |                 |
| 67  | Franz Beckenbauer       | Germania Ovest   | 5           | 18              | 0.28      | 1966, 1970, (1974)               | [ 94 ]          |
| 67  | Olivier Giroud          | Francia          | 5           | 18              | 0.28      | 2014, (2018), 2022               |                 |

## Migliori marcatori in finale
- I giocatori in grassetto sono ancora in attività con le rispettive nazionali.
- Le finali in grassetto indicano le finali che un giocatore ha vinto.
- Le finali racchiuse tra parentesi tonde, per esempio (1998), indicano le finali in cui un giocatore non ha segnato.

| Pos | Nome            | Squadra        | Gol segnati | Finali giocate | Finali       |
| --- | --------------- | -------------- | ----------- | -------------- | ------------ |
| 1   | Kylian Mbappé   | Francia        | 4           | 2              | 2018, 2022   |
| 2   | Geoff Hurst     | Inghilterra    | 3           | 1              | 1966         |
| 2   | Vavá            | Brasile        | 3           | 2              | 1958, 1962   |
| 2   | Pelé            | Brasile        | 3           | 2              | 1958, 1970   |
| 2   | Zinedine Zidane | Francia        | 3           | 2              | 1998, 2006   |
| 6   | Gino Colaussi   | Italia         | 2           | 1              | 1938         |
| 6   | Silvio Piola    | Italia         | 2           | 1              | 1938         |
| 6   | Helmut Rahn     | Germania Ovest | 2           | 1              | 1954         |
| 6   | Mario Kempes    | Argentina      | 2           | 1              | 1978         |
| 6   | Paul Breitner   | Germania Ovest | 2           | 2              | 1974, 1982   |
| 6   | Ronaldo         | Brasile        | 2           | 2              | (1998), 2002 |
| 6   | Lionel Messi    | Argentina      | 2           | 2              | (2014), 2022 |

### Integrazioni
1. ↑  Ci fu una controversia per quanto riguarda le marcature di Ademir nel mondiale del 1950 a causa di dati incompleti dall'ultima partita del gruppo contro la Spagna, che terminò in una vittoria per 6-1 del Brasile. Il quinto gol brasiliano fu assegnato a Jair,[15] ma è poi stato riassegnato ad Ademir.[16]
2. ↑  La FIFA aveva inizialmente attribuito a Leônidas la marcatura di 8 reti nel torneo del 1938, inclusi 4 gol nell'incontro del primo turno contro la Polonia.[28] Nel novembre 2006 però la FIFA gli accreditò invece una tripletta, per un totale di 7 gol in quel torneo, 8 cumulativi in carriera, avendo infatti segnato un gol nel 1934).[29]
3. ↑  La FIFA aveva inizialmente attribuito a Nejedlý 4 gol nel 1934. La FIFA cambiò però il totale a 5 gol nel novembre 2006, risultando in un totale di 7 gol, avendo infatti segnato 2 gol al tornel del 1938.[29]
4. ↑  Davor Šuker era membro della Jugoslavia nel torneo del 1990 ma non giocò nessuna partita. Dopo la divisione della Jugoslavia si è unito alla nazionale croata.